# Papilio xuthus
Espèce
Papilio xuthus ou Machaon asiatique est une espèce d'insectes lépidoptères qui appartient à la famille des Papilionidae, à la sous-famille des Papilioninae et au genre Papilio.On la trouve dans l'Est de l'Asie, notamment au Japon, en Corée, en Extrême-Orient russe, dans l'Est de la Chine et à Taïwan, ainsi qu'à Hawaï.

## Description

### Imago
L'envergure est comprise entre 90 et 110 mm. À l'avers les ailes sont jaune pâle, elles sont cernées de noir et les veines sont couvertes de marques noires ressemblant à des coups de pinceaux. Les ailes antérieures portent une bande noire dans la partie submarginale. Les ailes postérieures sont bordées d'un mince liseré jaune et ont de fines queues noires. Elles portent une bande submarginale noire ornée de macules bleues et elles ont une tâche orange marquée d'un point noir dans l'angle tornal.
Le revers est similaire, mais les marques noires sont marron et sont plus minces. La bande submarginale des ailes antérieures est jaune pâle dans sa partie centrale. Les ailes antérieures sont orangée dans leur partie submarginale, avec une série de macules bleues bordées de noir.
Le corps est jaune pâle, poilu, avec un trait noir sur le dessus et sur le dessous du corps.

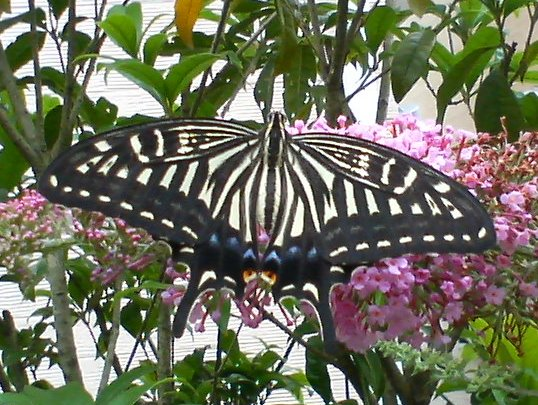
Papilio xuthus
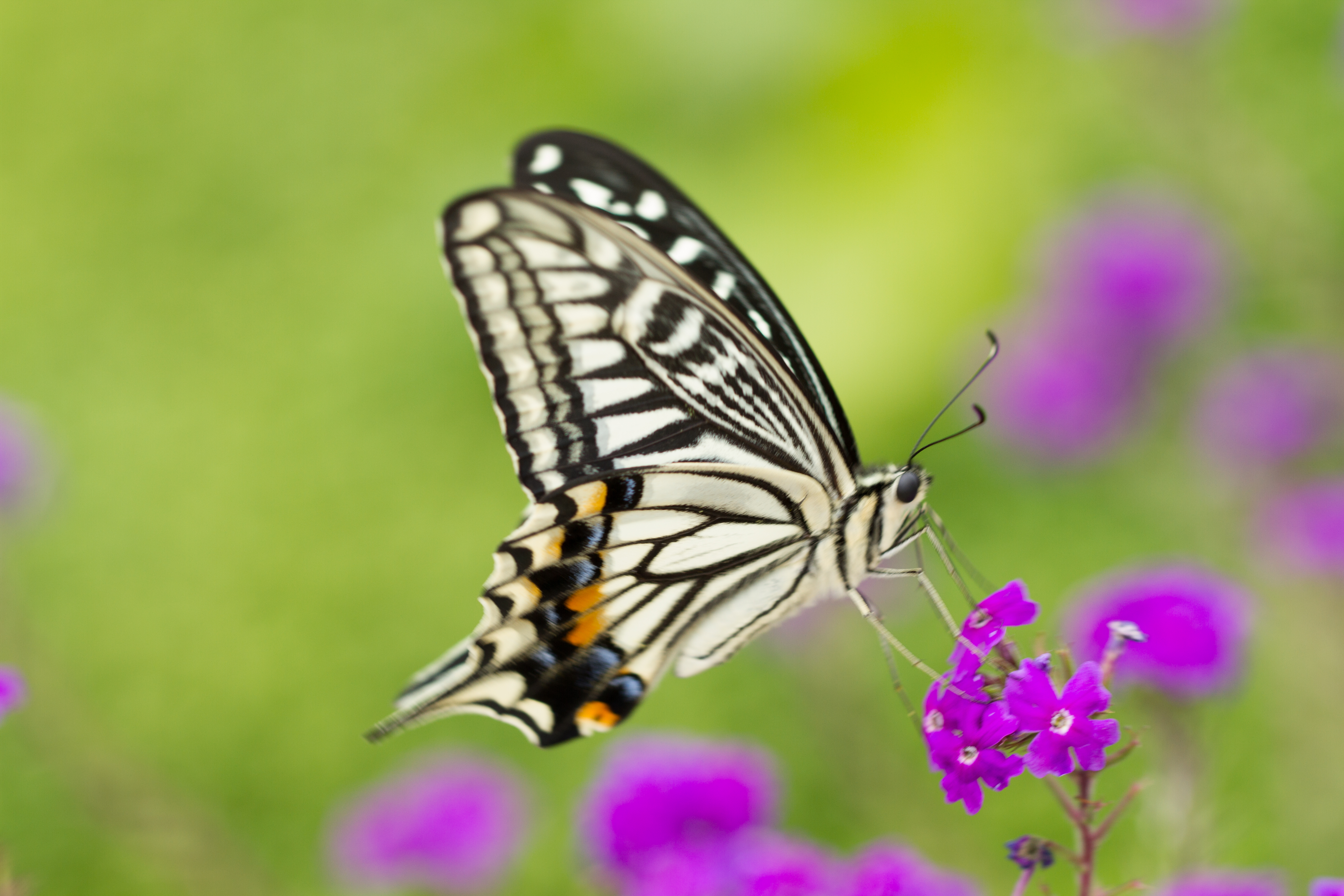
Papilio xuthus, ailes repliées
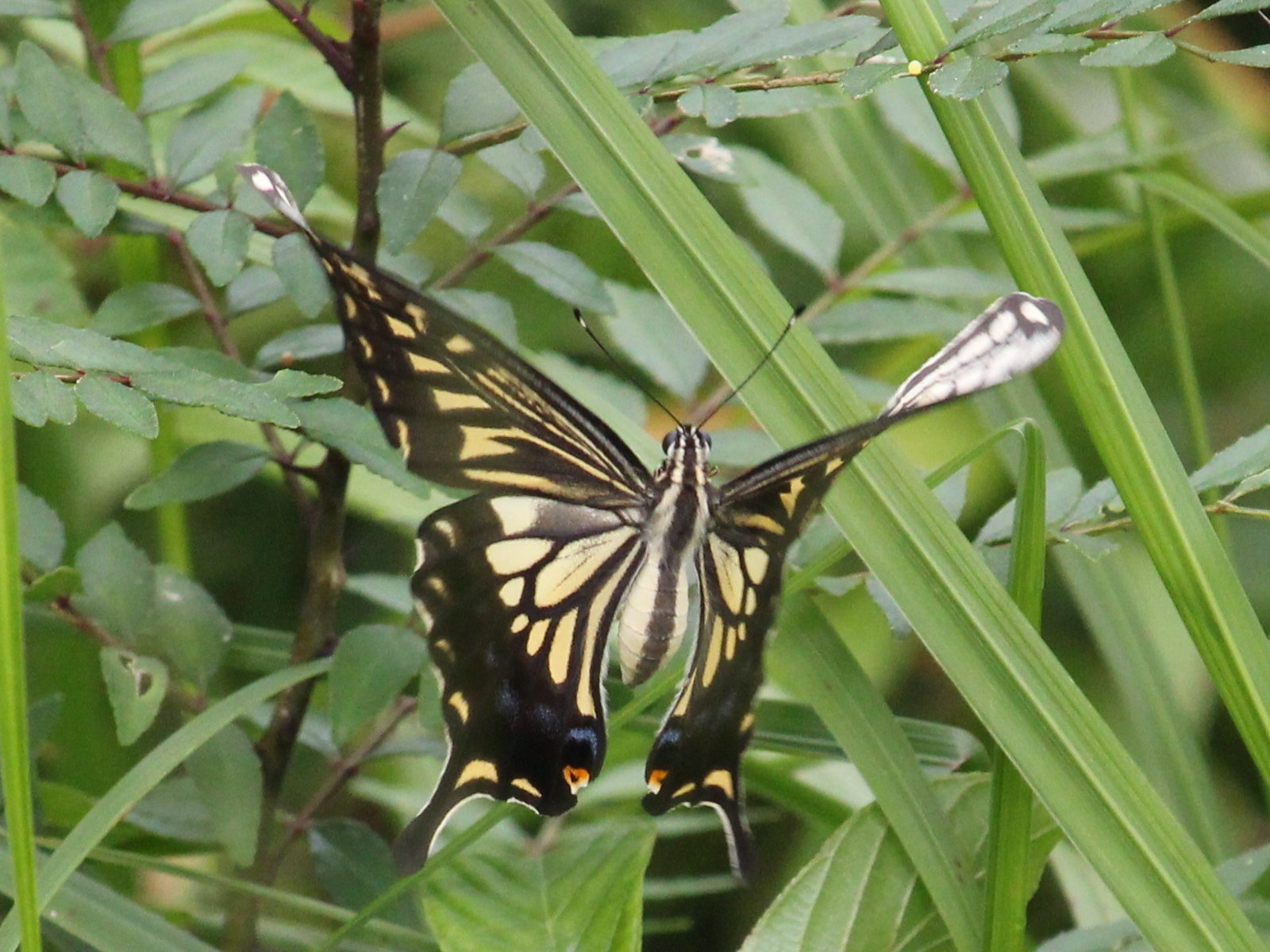
Papilio xuthus en vol

### Juvéniles
Les oeufs sont sphériques et jaunâtres, et sont déposés isolément sur le dessus des feuilles de la plante-hôte. Les chenilles aux premiers stades sont marron et blanche, verruqueuse et imitent des fientes d'oiseaux. Au dernier stade elles deviennent verte et lisse. La région thoracique est élargie et porte un bourrelet terminée à chaque extrémité par une ocelle noire, permettant à la chenille d'imiter une tête de serpent. La chrysalide est attachée à son support par son cremaster et par une ceinture de soie. Elle est généralement verte puis devient plus sombre quand l'éclosion approche.

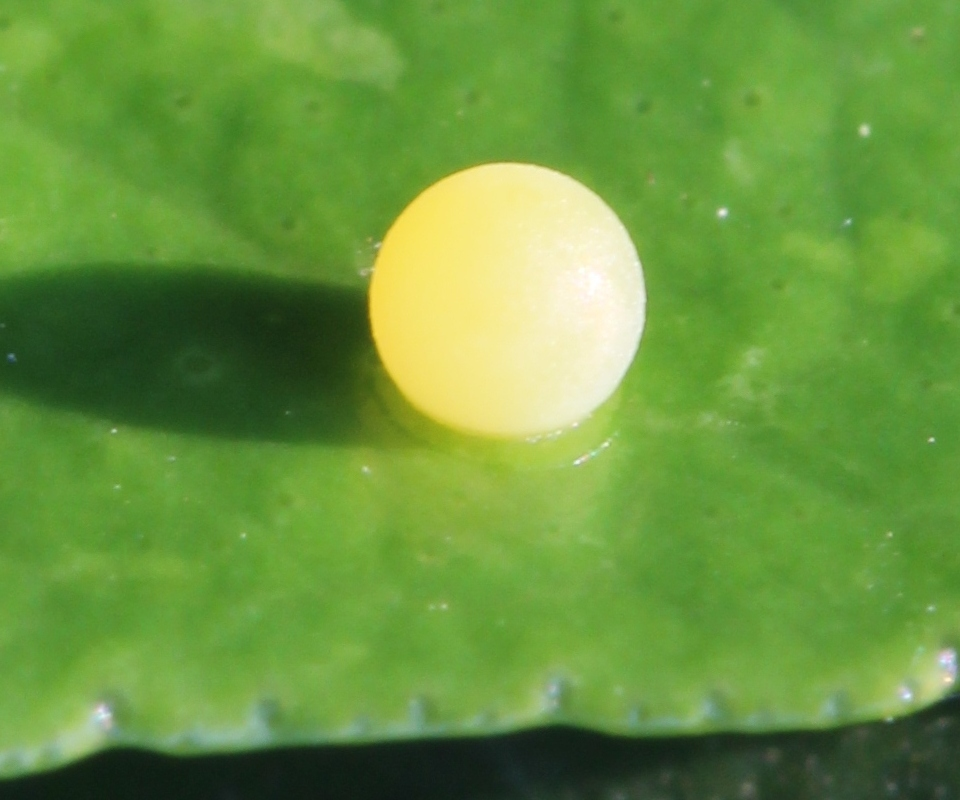
Oeuf
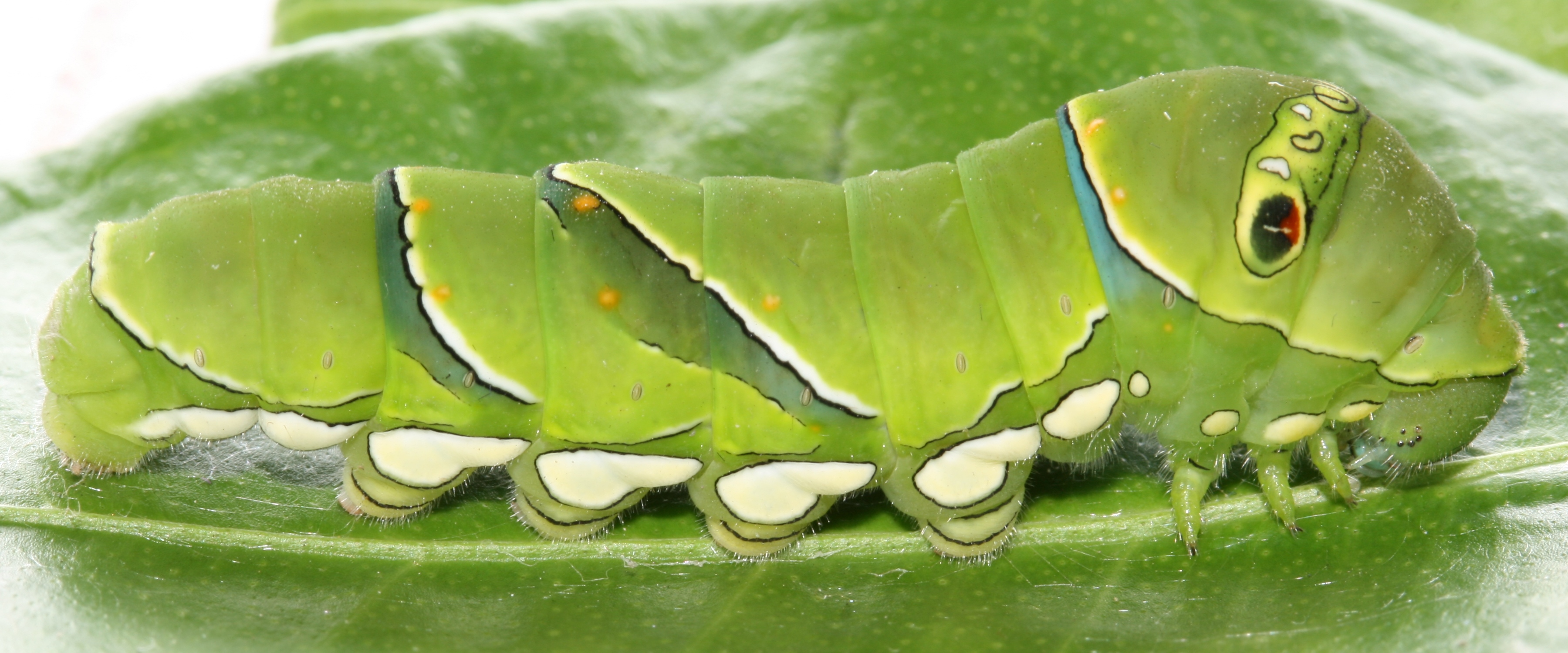
Chenille (dernier stade)
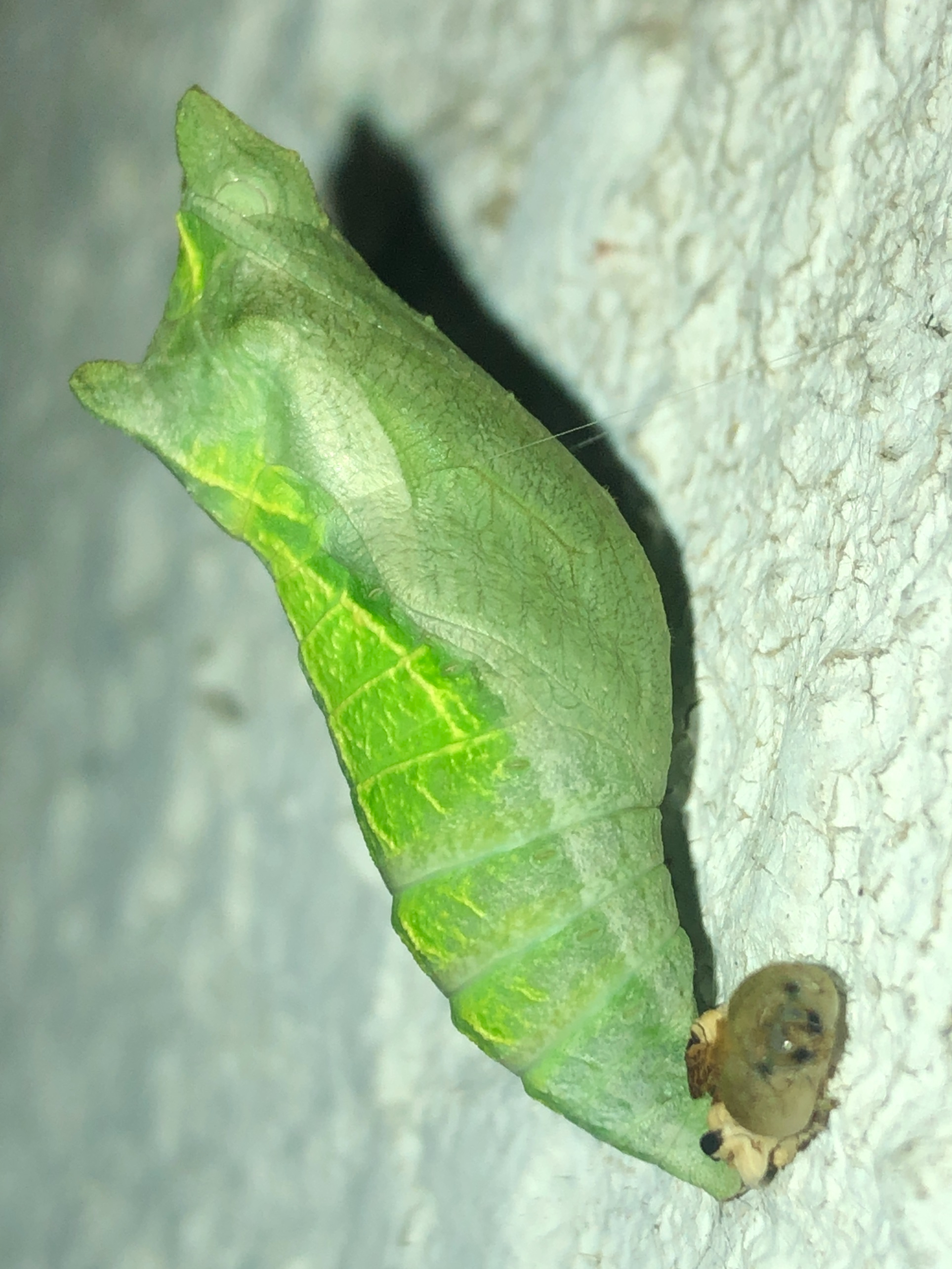
Chrysalide

## Écologie
La femelle pond ses œufs isolément sur la face supérieure des feuilles de la plante-hôte. Cette espèce utilise comme plante-hôte des plantes de la famille des Rutacées : genres Citrus, Euodia, Zanthoxylum, Phellodendron et Poncirus.
Les chenilles passent par cinq stades avant de se transformer en chrysalide. Elles consomment leur coquille après l'éclosion puis se nourrissent des feuilles et des pétioles de la plante-hôte. Le stade larvaire dure plus ou moins longtemps selon le régime des chenilles.
Comme toutes les espèces de Papilionides les chenilles possèdent derrière la tête un osmeterium, organe fourchu qu'elles déploient pour faire fuir les prédateurs.
La chrysalide est maintenue tête en haut par une ceinture de soie, comme chez les espèces proches. L'imago émerge au bout de 10 à 14 jours.

Les adultes se nourrissent du nectar des fleurs, notamment des fleurs des genres Lantana, Lycoris et Convulvulus.

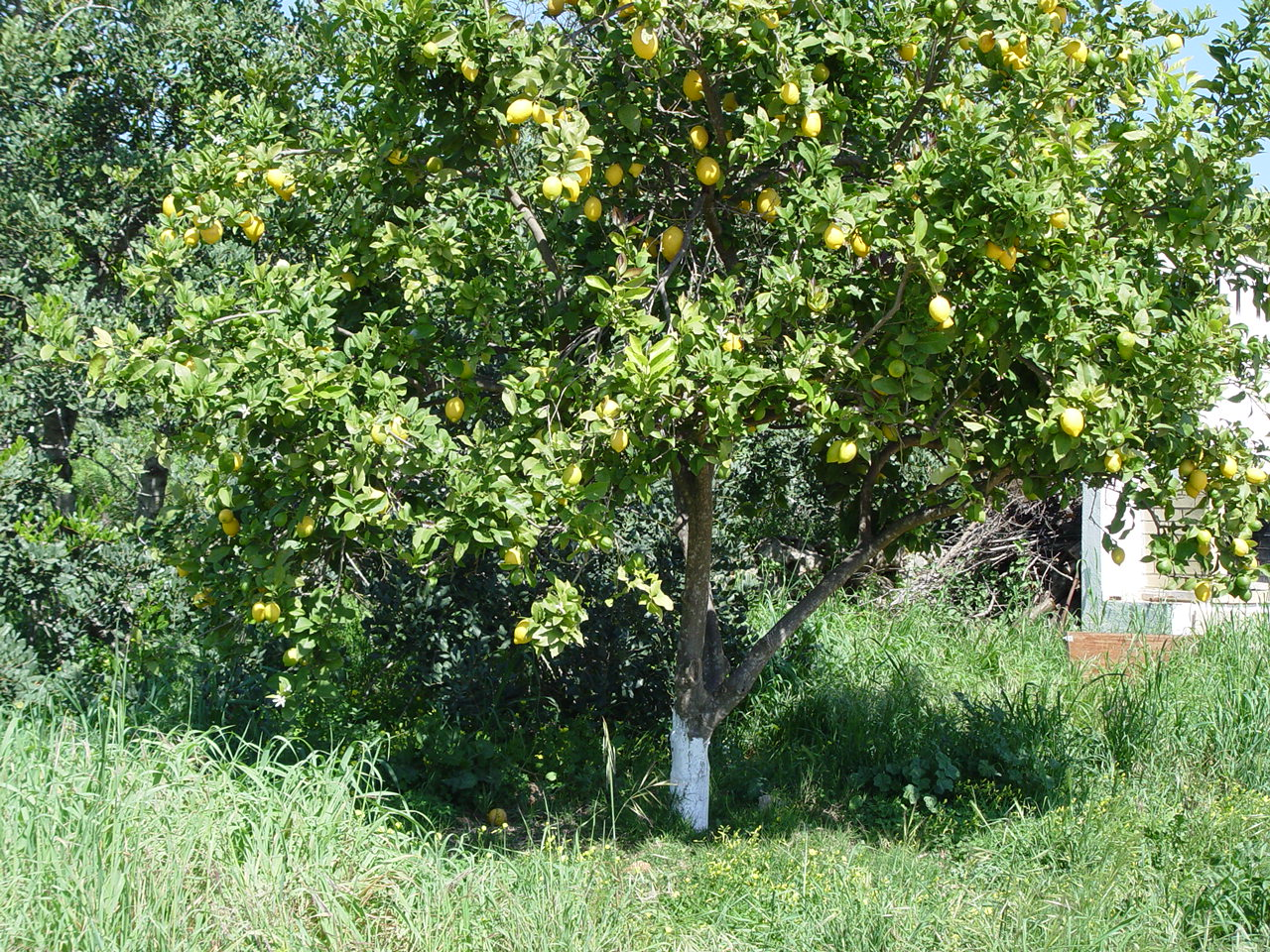
Citrus limon (citronnier), plante hôte de Papilio xuthus
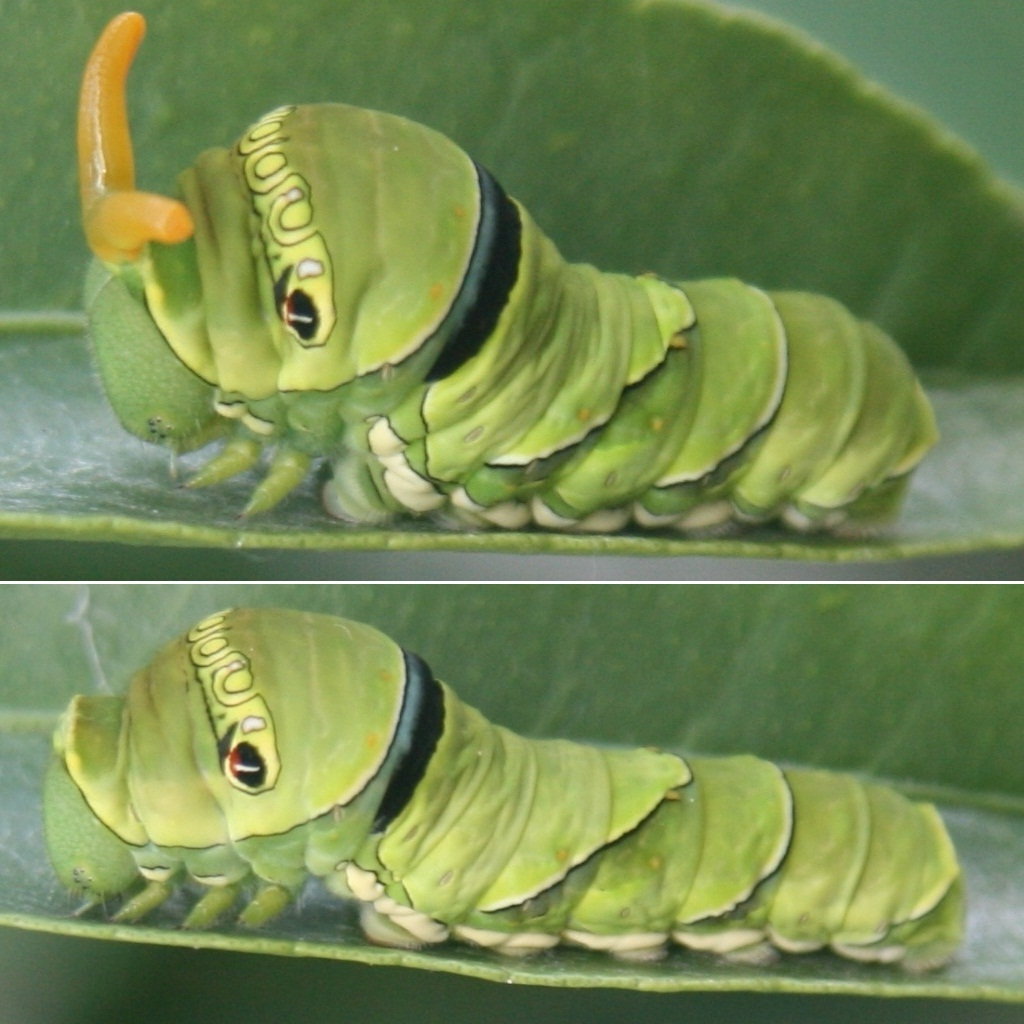
chenille de Papilio xuthus sortant son osmeterium
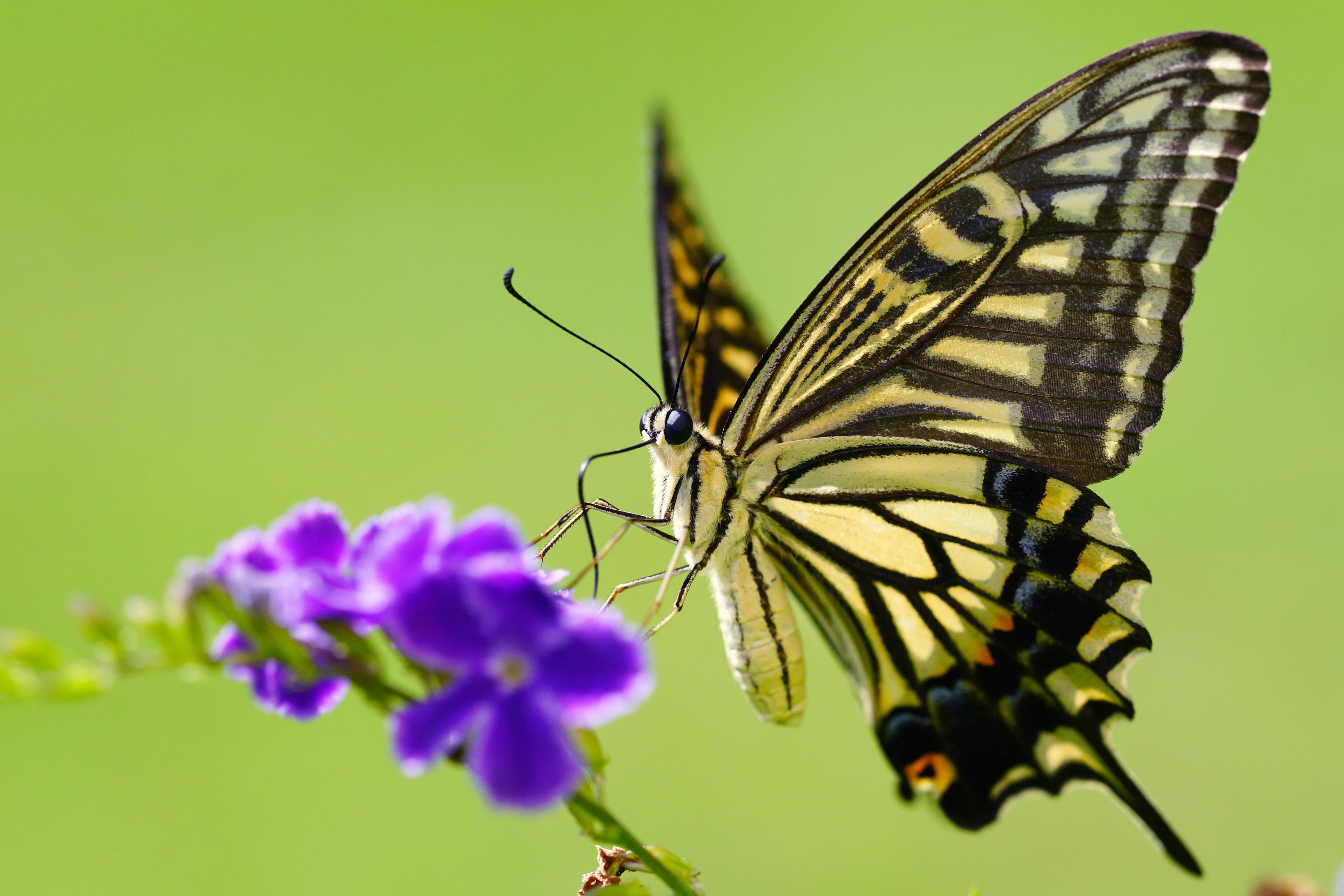
Adulte butinant une fleur

## Habitat et répartition
Papilio xuthus est présent en Asie de l'Est : Chine (sud et est), Birmanie (nord), Japon, Taïwan, île de Guam, archipel Ogasawara, Hawaï, Corée, Philippines, Oussouri et Amour. L'espèce vit sous les climats tempérés et tropicaux. Elle est présente dans les forêts, les jardins, les parcs urbains et les vergers de Citrus, du niveau de la mer jusqu'à 1000m d'altitude environ. 

## Systématique
Cette espèce a été décrite pour la première fois par Carl von Linné en 1767, dans l'édition revue et augmentée de son Systema naturae.

### Sous-espèces[1]
- Papilio xuthus xuthus : Chine
- Papilio xuthus koxingus Fruhstorfer, 1908 : Taïwan
- Papilio xuthus neoxuthus Fruhstorfer, 1908
- Papilio xuthus benguetanus Joicey & Talbot, 1923 : Philippines (également considéré comme une espèce à part entière)[6]

## Papilio xuthuset l'Homme

### Noms vernaculaires
Papilio xuthus est appelé en anglais "Asian Swallowtail" et "Chinese Yellow Swallowtail".

### Menaces et conservation
Papilio xuthus n'est pas évalué par l'UICN. En 1985 l'espèce était considérée comme commune et non menacée.